# Руслан Ротањ
Руслан Петрович Ротањ (укр. Руслан Петрович Ротань; рођен 29. октобар 1981) бивши украјински је фудбалер и репрезентативац, данас тренер. Био је тренер репрезентације Украјине до 21 године.